# Wiley Post
Wiley Hardeman Post (22 de noviembre de 1898-15 de agosto de 1935) fue un aviador estadounidense del período de entreguerras famoso por ser primer piloto en volar en solitario alrededor del mundo. El 15 de agosto de 1935, Post y el humorista estadounidense Will Rogers fallecieron cuando el avión de Post se estrelló al despegar de una laguna cerca de Point Barrow en Alaska.
El avión Lockheed Vega de Post, el Winnie Mae, se encuentra en el Museo Nacional del Aire y el Espacio de Washington D. C.

## Biografía

### Vuelo alrededor del globo
En 1930, el récord de volar alrededor del mundo no lo tenía un avión, sino el dirigible LZ 127 Graf Zeppelin, pilotado por Hugo Eckener en 1929 con un tiempo de 21 días. El 23 de junio de 1931, Post y el navegante australiano Harold Gatty, dejaron Roosevelt Field en Long Island, Nueva York, en Winnie Mae con un plan de vuelo que los llevaría alrededor del mundo, deteniéndose en Harbour Grace, Flintshire, Hannover dos veces, Berlín, Moscú, Novosibirsk, Irkutsk, Blagoveshchensk, Jabárovsk, Nome, donde tuvo que reparar su hélice, Fairbanks donde fue reemplazada la hélice, Edmonton y Cleveland antes de regresar a Roosevelt Field. Llegaron el 1 de julio, después de viajar 15,474 millas (24,903 km) en el tiempo récord de 8 días y 15 horas y 51 minutos, en la primera circunnavegación aérea exitosa realizada por un monoplano monomotor. La recepción que recibieron rivalizaba con la de Charles Lindbergh donde quiera que fueran. Almorzaron en la Casa Blanca el 6 de julio, montaron en un desfile de cintas de teletipo al día siguiente en la ciudad de Nueva York y fueron honrados en un banquete ofrecido por la Cámara de Comercio Aeronáutico de América en el Hotel Astor. Después del vuelo, Post adquirió el Winnie Mae de F.C. Hall, y él y Gatty publicaron un relato de su viaje titulado, La vuelta al mundo en ocho días, con una introducción de Will Rogers

### Primer vuelo alrededor del mundo en solitario
Después del vuelo récord, Post quería abrir su propia escuela de aeronáutica, pero no pudo obtener suficiente apoyo financiero debido a las dudas que muchos tenían sobre su origen rural y la educación formal limitada. Motivado por sus detractores, Post decidió intentar un vuelo en solitario alrededor del mundo y romper su récord de velocidad anterior. Durante el año siguiente, Post mejoró su avión instalando un dispositivo de piloto automático y un buscador de dirección de radio que estaban en sus etapas finales de desarrollo por la Compañía de Giroscopios Sperry y el Ejército de los Estados Unidos.
En 1933, repitió su vuelo alrededor del mundo, esta vez usando el piloto automático y la brújula en lugar de su navegador y convirtiéndose en el primero en lograr la hazaña solo. Partió de Floyd Bennett Field y continuó hacia Berlín, donde se intentaron reparar su piloto automático, se detuvo en Königsberg para reemplazar algunos mapas olvidados, Moscú para realizar más reparaciones en su piloto automático, Novosibirsk, Irkutsk para reparaciones finales del piloto automático, Rukhlovo, Jabárovsk, Plano donde tuvo que reemplazar su hélice, Fairbanks, Edmonton, y de regreso a Floyd Bennett Field. Cincuenta mil personas lo saludaron a su regreso el 22 de julio después de 7 días, 18 horas, 49 minutos.

### Muerte
En 1935, Post se interesó en inspeccionar una ruta aérea de correo y pasajeros desde la costa oeste de los Estados Unidos hasta Rusia. Con poco dinero en efectivo, construyó un híbrido con piezas recuperadas de dos aviones diferentes: el fuselaje de un Lockheed Orion y las alas de un Lockheed Explorer experimental destrozado. El ala Explorer tenía seis pies más de largo que el ala original de Orion, una ventaja que extendió el alcance del avión híbrido. Como el ala Explorer no tenía tren de aterrizaje retráctil, también se prestó a la instalación de flotadores para aterrizar en los lagos de Alaska y Siberia. Lockheed se negó a hacer las modificaciones que Post solicitó debido a que los dos diseños eran incompatibles y potencialmente una mezcla peligrosa, por lo que Wiley realizó los cambios él mismo.
Will Rogers, amigo de Post, lo visitó a menudo en el aeropuerto de Burbank, California, mientras Pacific Airmotive Ltd. estaba modificando el avión, y le pidió a Post que lo llevara a través de Alaska en busca de nuevo material para su columna periodística. Cuando los flotadores que Post había ordenado se retrasaron, utilizó un conjunto diseñado para un tipo más grande, lo que hizo que el avión fuera más pesado de lo que ya era. Sin embargo, según la investigación de Bryan Sterling, los flotadores eran del tipo correcto para el avión.
Después de hacer un vuelo de prueba en julio, Post y Rogers salieron del lago Washington, cerca de Seattle, a principios de agosto e hicieron varias paradas en Alaska. Mientras Post pilotaba el avión, Rogers escribió sus columnas en su máquina de escribir. El 15 de agosto, salieron de Fairbanks, Alaska, hacia Point Barrow. Estaban a unas pocas millas de allí cuando se volvieron inseguros de su posición cuando hacía mal tiempo y aterrizaron en una laguna para pedir direcciones. En el despegue, el motor falló a baja altitud, y el avión, incontrolablemente pesado a baja velocidad, se sumergió en la laguna, cortando el ala derecha y terminó invertido en la parte poco profunda. Ambos hombres murieron instantáneamente. Post está enterrado en el cementerio Memorial Park de Oklahoma City.